# Contea di Zanda
La contea di Zanda (札达县S, Zhádá XiànP) è una contea della Cina, situata nella Regione Autonoma del Tibet e amministrata dalla prefettura di Ngari.